# W przededniu (powieść Orsona Scotta Carda i Aarona Johnstona)
Niektóre z zamieszczonych tu informacji wymagają weryfikacji.
 Po wyeliminowaniu niedoskonałości należy usunąć szablon {{Dopracować}} z tego artykułu.
W przededniu (tyt. oryg. Earth Unaware) – powieść fantastycznonaukowa autorstwa Orsona Scotta Carda i Aarona Johnstona. Pierwszy tom trylogii Pierwsza wojna z Formidami, będącej prequelem Gry Endera. Ukazała się nakładem Tor Books w 2012 r., polskie tłumaczenie wydała oficyna  Prószyński i S-ka w tłumaczeniu Agnieszki Sylwanowicz w 2013 r..

## Fabuła
Sto lat przed wydarzeniami opisanymi w Grze Endera. Wolni górnicy, pracujący w Pasie Kuipera wykrywają w kosmosie obiekt, który z olbrzymią prędkością zbliża się do Ziemi. Obiekt okazuje się statkiem kosmicznym pilotowanym przez wrogie formy życia, które bez zastanowienia niszczą flotyllę górników. Jeden z nich, młody chłopak Victor, postanawia ostrzec Ziemię przed inwazją i wyrusza samotnie w szybkim statku towarowym w kierunku Księżyca.